# Les Capmases
Les Capmases (en francès Les Cammazes) és un municipi francès, de la regió d'Occitània i del departament del Tarn. En aquest municipi s'hi troba la Presa de Les Capmases.

## Demografia
| 1962                                       | 1968 | 1975 | 1982 | 1990 | 1999 | 2007 |
| ------------------------------------------ | ---- | ---- | ---- | ---- | ---- | ---- |
| 164                                        | 213  | 201  | 174  | 179  | 209  | 304  |
| Des de 1962: població sense dobles comptes |      |      |      |      |      |      |

## Administració
| Període | Identitat       | Partit |
| ------- | --------------- | ------ |
| 2001-   | Jacques Albarel |        |